# Franz Bernhard
Pour les articles homonymes, voir Bernhard.
Franz Bernhard est un sculpteur allemand né à Neühauser, près de Nová Pec (Tchécoslovaquie), le 17 janvier 1934, et décédé à Jockgrim (Allemagne) le 28 mai 2013.

## Biographie
Franz Bernhard s'est formé à l'Académie des beaux-arts de Karlsruhe auprès du sculpteur Wilhem Loth et du peintre Fritz Klemm (père de la photographe Barbara Klemm). Ses sculptures, de bois, de fer ou d'acier, pour la plupart monumentales et qui représentent généralement des figures humaines ou des corps, sont inscrites dans l'espace public. Son œuvre la plus célèbre, qui se trouve à Mannheim, est intitulée Große Mannheimerin.

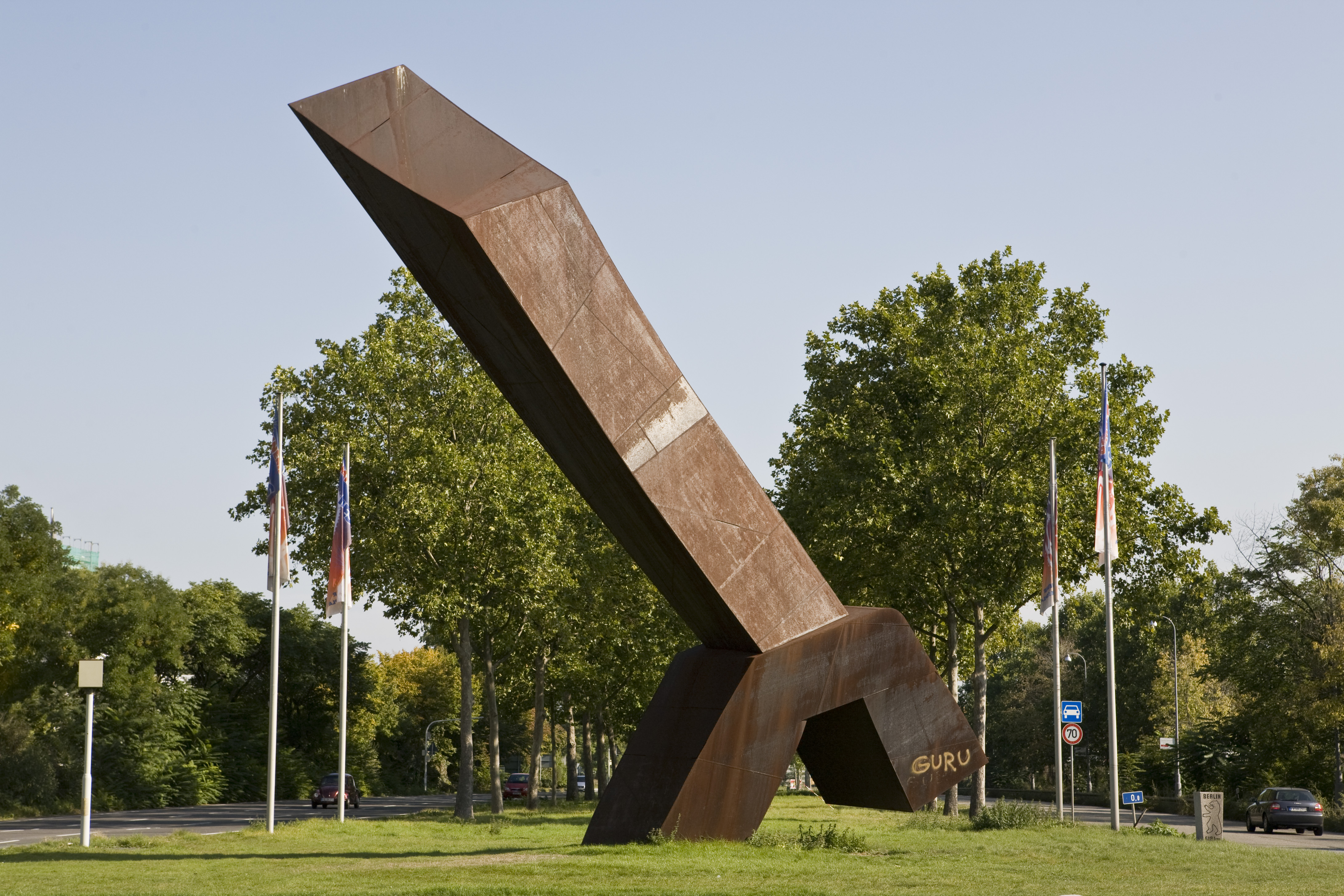
Große Mannheimerin (1993), Mannheim

## Œuvres
Quelques sculptures que l'on peut voir en milieu urbain, en Allemagne :
- Ulmer Knie (1980, Ulm) ;
- Konstanzer Liegende (1983, université de Constance) ;
- Vitale Form (1983, Karlsruhe, Badisches Staatstheater) ;
- Sans titre (1987, Brunswick) ;
- Große Mannheimerin (1993, Mannheim, place Wilhelm-Varnholt) ;
- Freiburger Sitzende (1996, Fribourg-en-Brisgau, université Albert-Ludwigs) ;
- Brückenköpfe (1997 et 2001, Heilbronn) ;
- Aufsteigender Kopf, Ausgewogener Kopf, Bedrohlicher Kopf (Mayence) ;
- Stehende Figur (Sigmaringen) ;
- Kopf (2000, Berlin, quartier Berlin-Kreuzberg) ;
- Sitzende Figur (2006, Neckarsulm) ;
- Großer Kopf, schwebend (2007 Iserlohn).

## Galerie

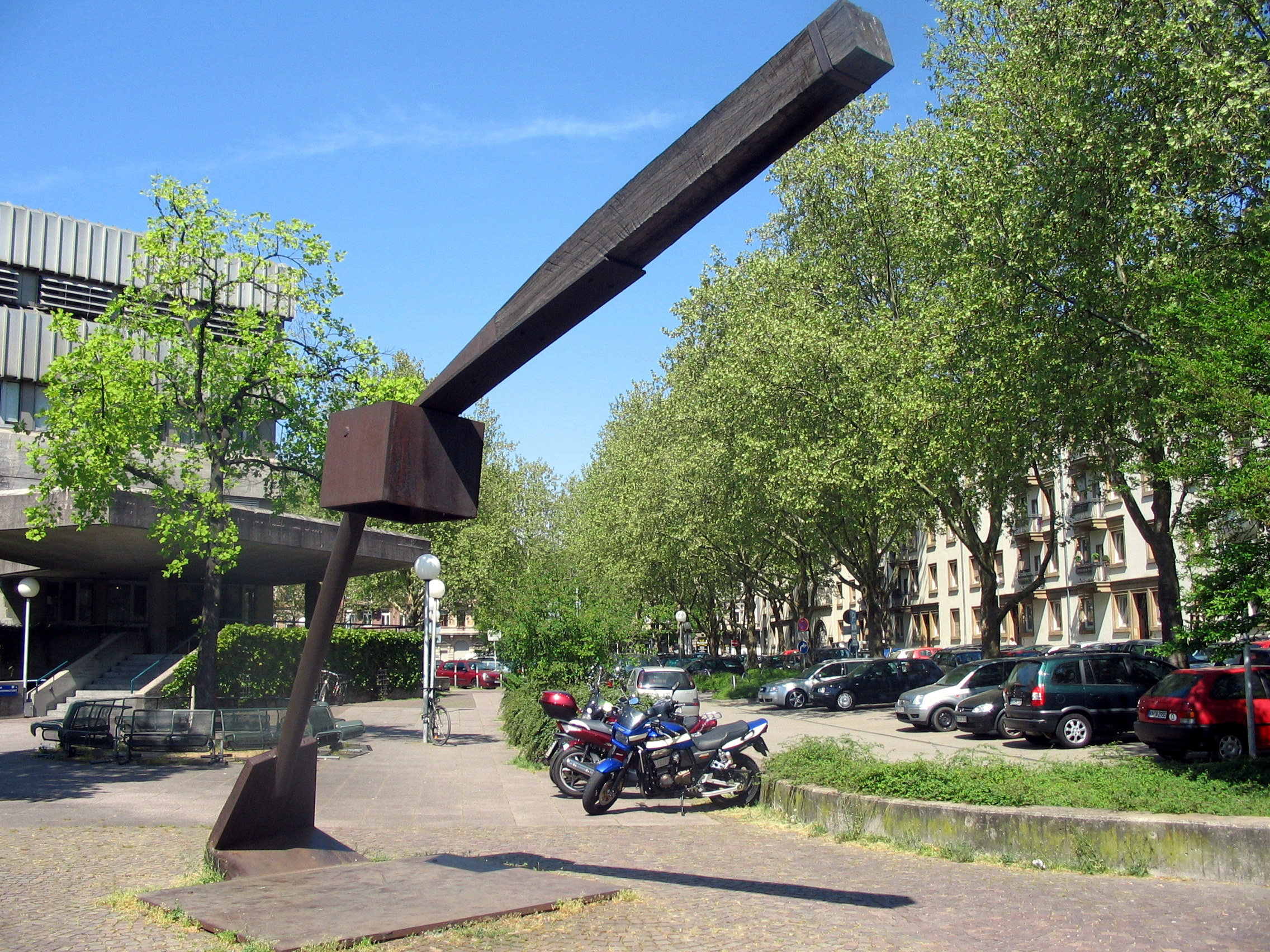
Vitale Form (1983). Karlsruhe
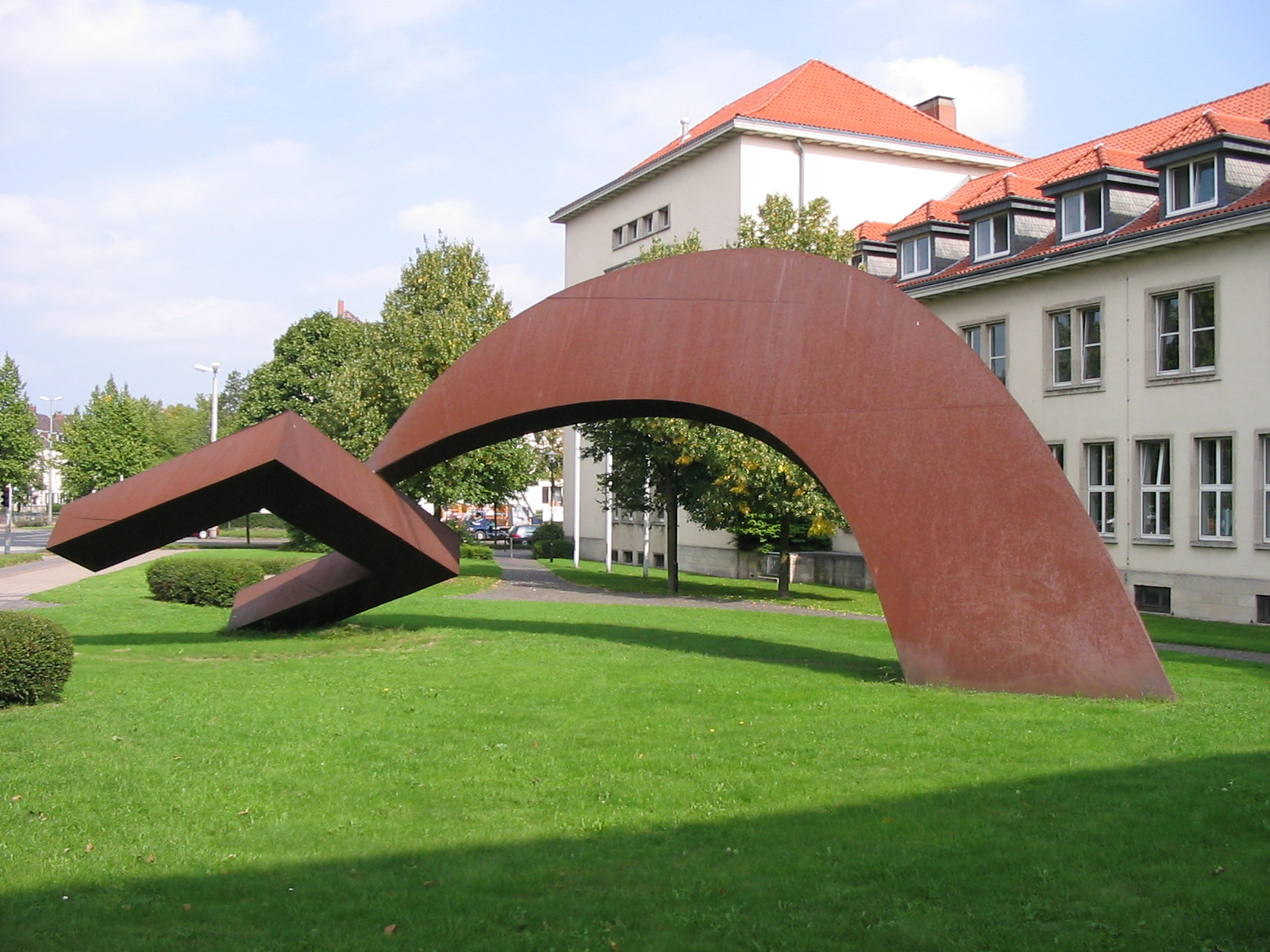
Ohne Titel (1987). Brunswick
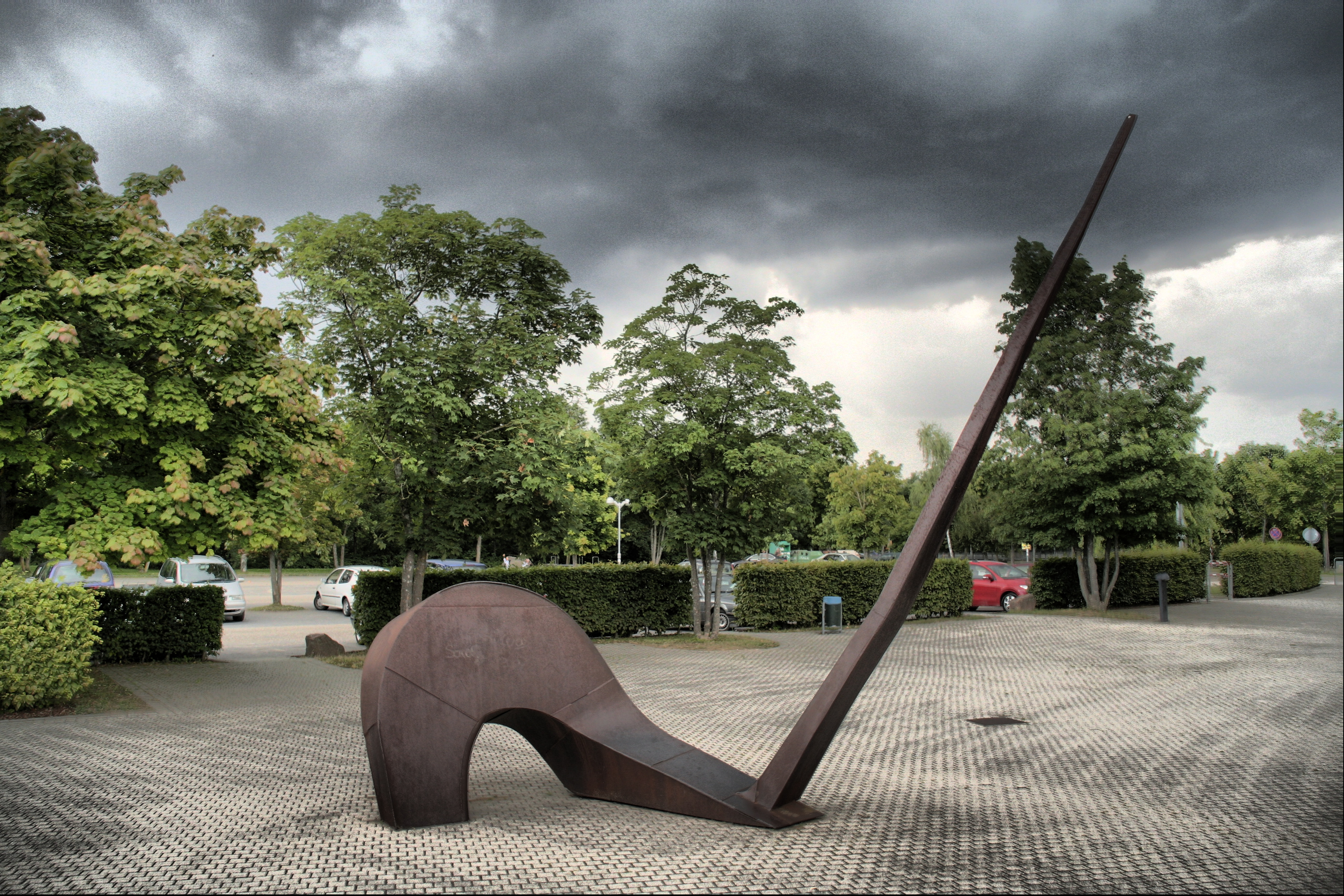
Sitzerin (1988). Wilferdingen bei Pforzheim
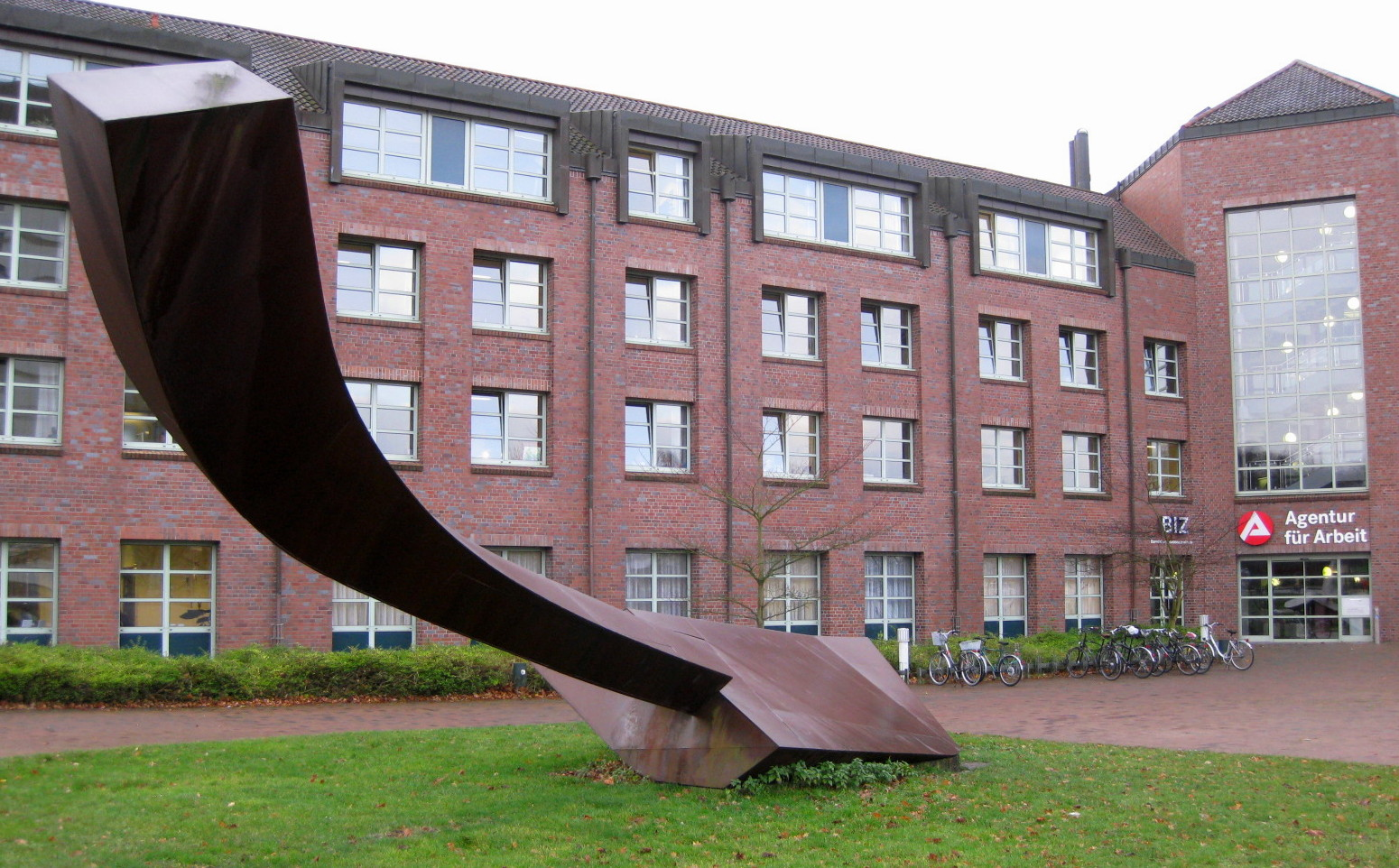
Vitale Liegende (1990). Lübeck
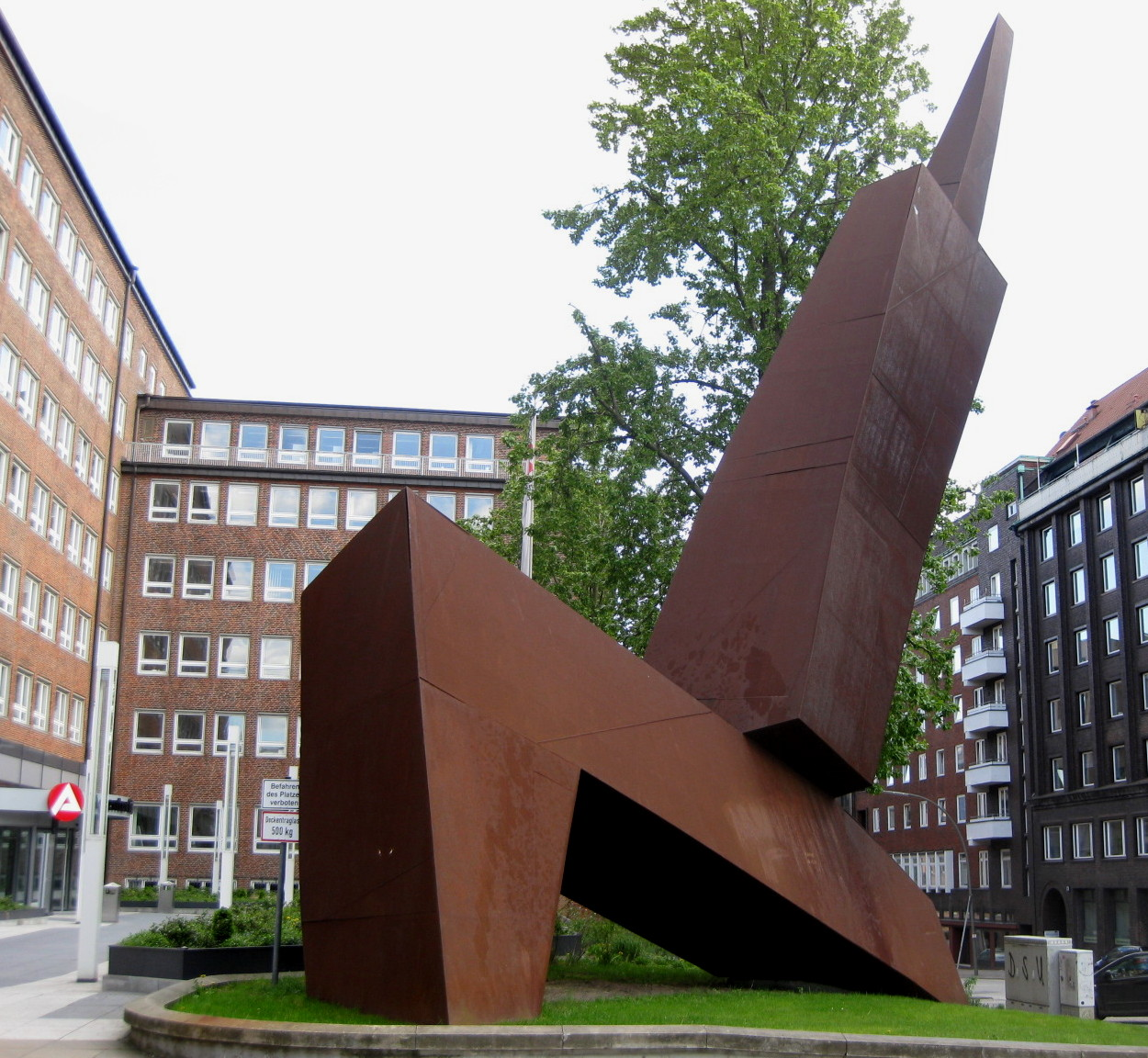
Hamburger Figur (1991/1997). Hambourg
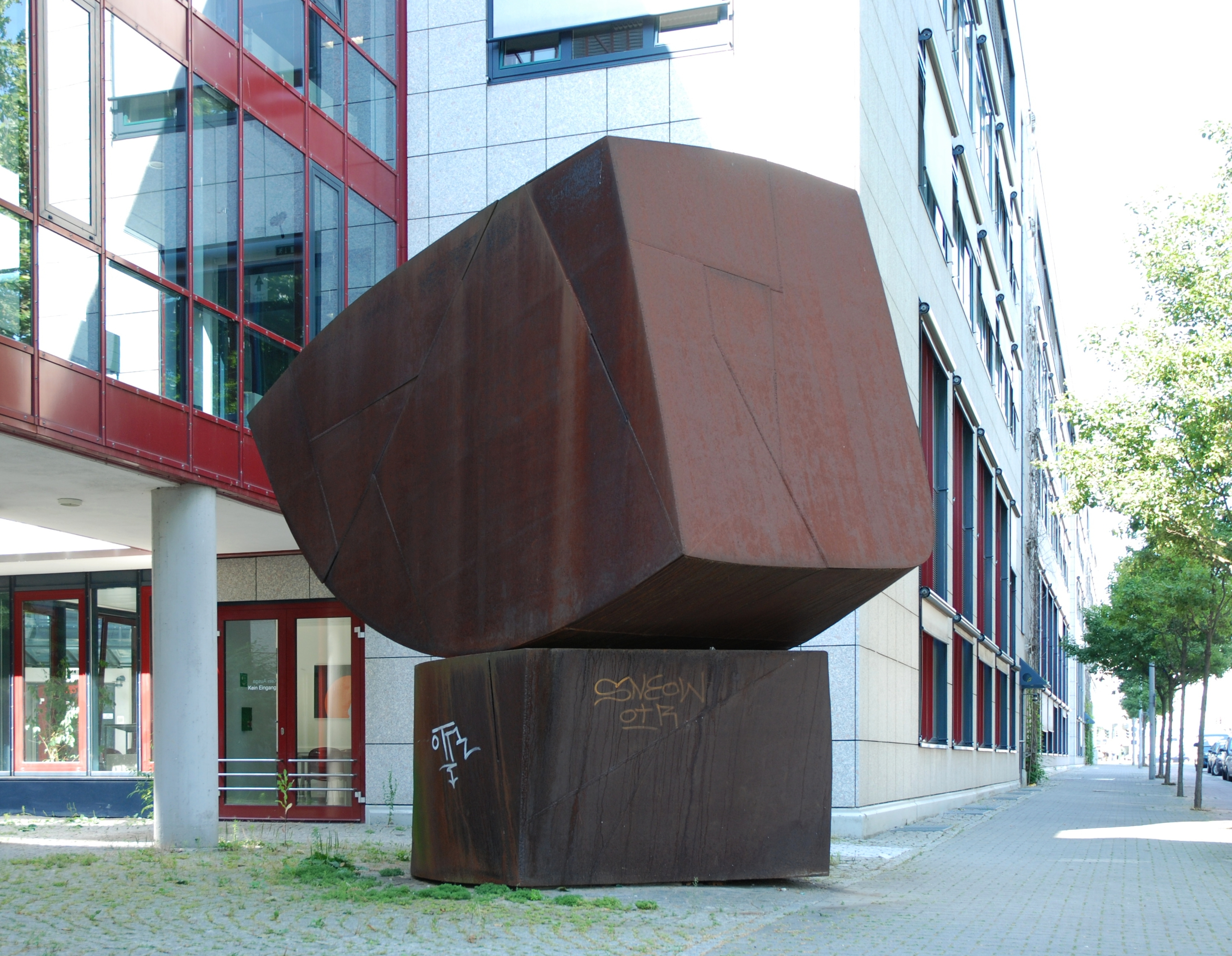
Ausgewogener Kopf (1993). Mayence
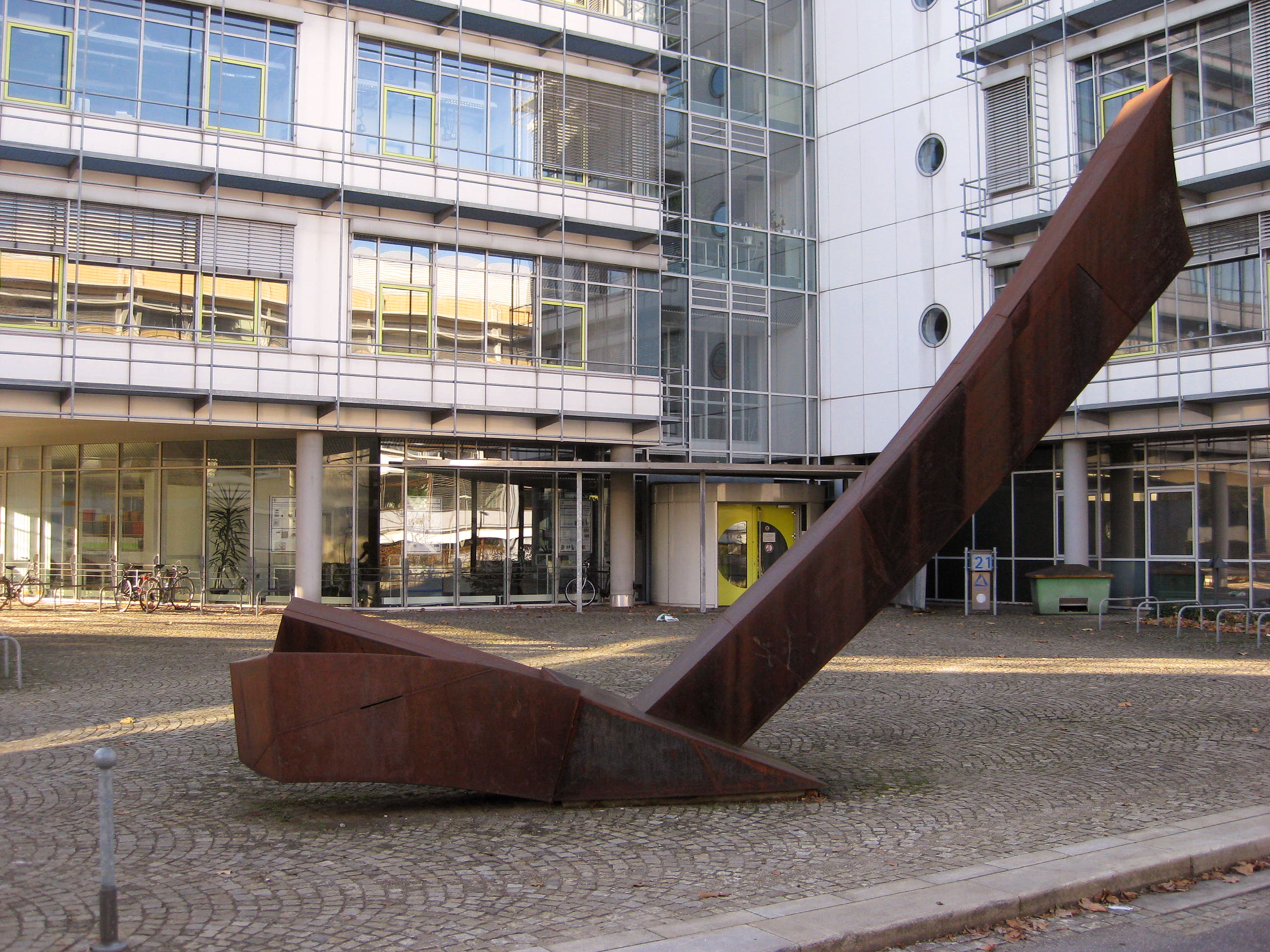
Freiburger Sitzende (1996). Fribourg
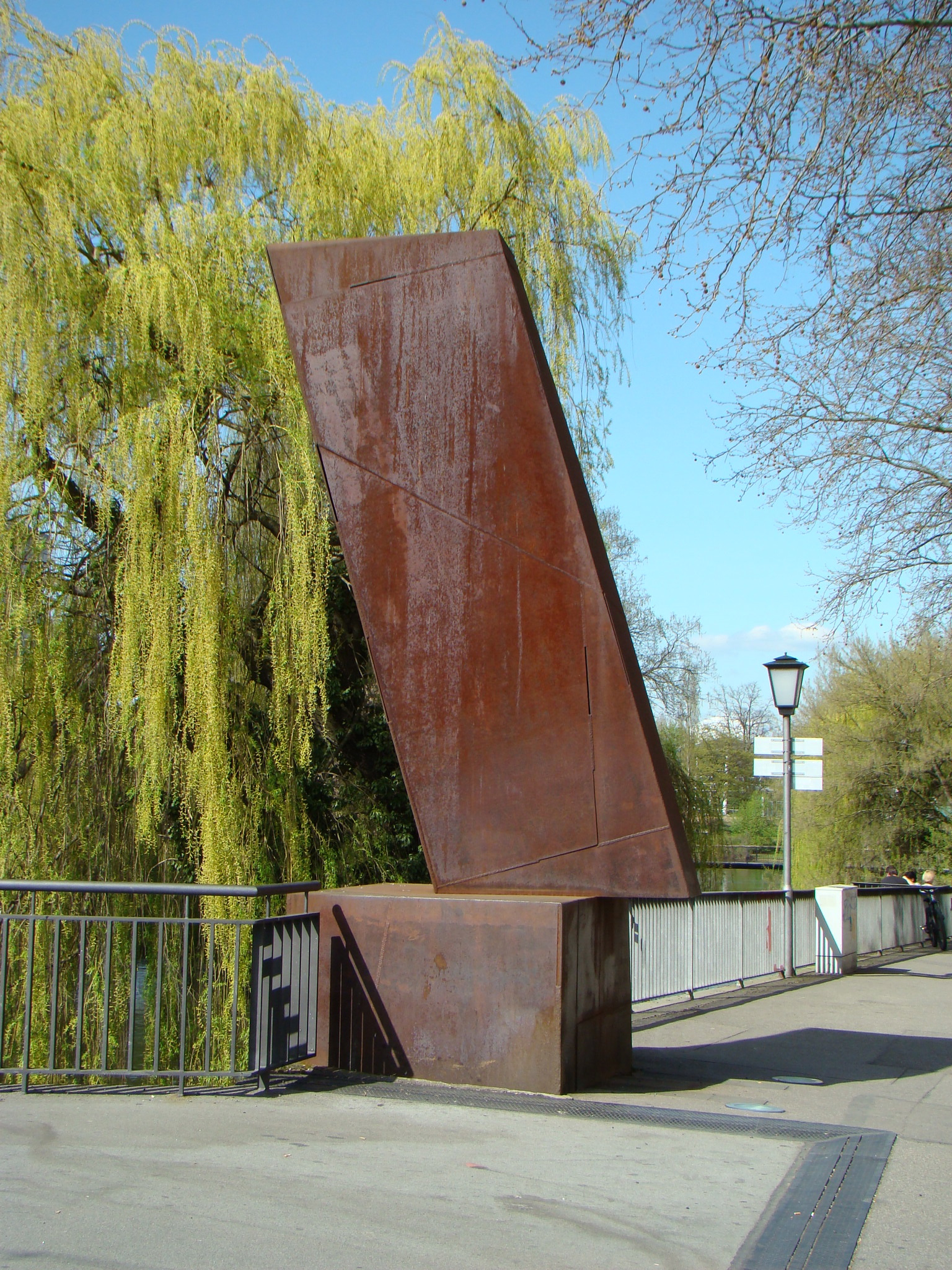
Brückenköpfe (1997). Heilbronn
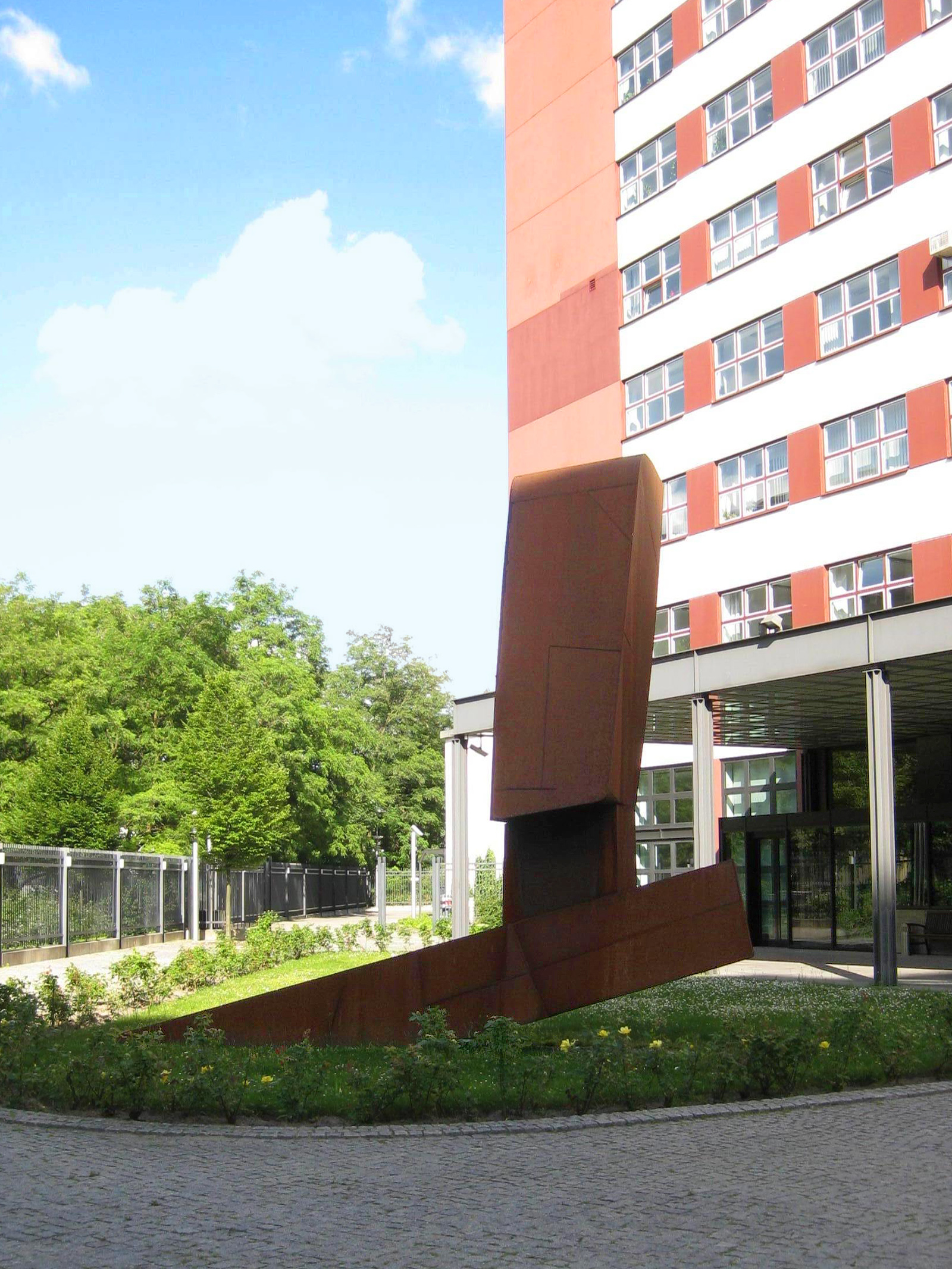
Kopf (2000). Berlin-Kreuzberg

## Prix et distinctions
- 1980 : prix de la Ville de Mulhouse, (France)
- 1989 : prix Lovis Corinth